# Paolo Longo
Paolo Longo (* 3. November 1977 in Cavalese) ist ein ehemaliger italienischer Biathlet.
Paolo Longo von Klub Fiamme Gialle lebt in Predazzo. Seit 1993 ist er als Biathlet aktiv. Sein internationales Debüt feierte er bei den Europäischen Olympischen Winter-Jugendtagen 1993 in Aosta. Dort gewann er die Goldmedaille im Sprint. Vier Jahre später holte er bei den Juniorenweltmeisterschaften von Forni Avoltri mit Theo Senoner, Alexander Inderst und Flavien Jordaney Silber im Staffelrennen. In Hochfilzen debütierte 1999 er als 82. in einem Einzel im Biathlon-Weltcup. In seinem dritten Rennen, einem Einzel in Osrblie gewann er als 15. erstmals Weltcuppunkte und erreichte sein bis heute bestes Weltcupergebnis in einem Einzelrennen. Mit der Staffel wurde er zwei Jahre später in Ruhpolding Sechster. Im selben Jahr trat er in Pokljuka erstmals bei Biathlon-Weltmeisterschaften an und wurde 52 im Einzel. Zum Ende der Saison startete er noch in Jericho bei den Militärweltmeisterschaften, wo er 33. im Sprint wurde.
Höhepunkt der folgenden Saison war die erstmalige Teilnahme an den Olympischen Winterspielen. In Salt Lake City trat er bei allen Rennen an und erreichte als bestes Ergebnis einen 33. Platz im Einzel. Nach den Spielen wurde er bis zum Saisonende nur noch im Europacup eingesetzt, wo er in Langdorf als Sprintzweiter sein bestes Ergebnis erreichte. Seine bislang letztes großes internationales Rennen bestritt Longo bei den Olympischen Winterspielen 2006 in Turin. Dort wurde er 55. im Einzel und mit Christian De Lorenzi, René-Laurent Vuillermoz und Wilfried Pallhuber Staffelachter. Bis 2007 schlossen sich noch mehrere Rennen im Biathlon-Europacup an. In Martell gewann er dabei ein Sprintrennen.

## Biathlon-Weltcup-Platzierungen
Die Tabelle zeigt alle Platzierungen (je nach Austragungsjahr einschließlich Olympische Spiele und Weltmeisterschaften).
- 1.–3. Platz: Anzahl der Podiumsplatzierungen
- Top 10: Anzahl der Platzierungen unter den ersten zehn (einschließlich Podium)
- Punkteränge: Anzahl der Platzierungen innerhalb der Punkteränge (einschließlich Podium und Top 10)
- Starts: Anzahl gelaufener Rennen in der jeweiligen Disziplin

| Platzierung | Einzel | Sprint | Verfolgung | Massenstart | Staffel | Gesamt |
| ----------- | ------ | ------ | ---------- | ----------- | ------- | ------ |
| 1. Platz    |        |        |            |             |         |        |
| 2. Platz    |        |        |            |             |         |        |
| 3. Platz    |        |        |            |             |         |        |
| Top 10      |        |        |            |             | 10      | 10     |
| Punkteränge | 1      | 4      | 1          |             | 19      | 25     |
| Starts      | 14     | 31     | 17         |             | 19      | 81     |